# لاظوغلي
محمد لاظوغلي باشا وزير مالية محمد علي باشا الكبير وأول وزير في القوات المسلحة أيام محمد على كما شغل منصب رئيس وزراء مصر عام 1808 وظل في منصبه هذا 15 عاما.
اسمه الحقيقي «محمد لاظ» أما كلمة ”أوغلي“ فهي تعنى ”ابن“ أي أنه ابن لاظ واللاظ لقب يطلق على قسم من سكان منطقة البحر الأسود في تركيا. وقد جاء إلى مصر برفقة محمد علي باشا في أواخر القرن 18 وإليه تنسب فكرة مذبحة القلعة الشهيرة للتخلص من المماليك وتمكن محمد علي باشا من خلالها أن يقضي نهائيًا على المماليك سنة 1811، وفي عام 1822 تولى محمد لاظ أوغلي منصب ناظر الجهادية (وزارة الدفاع حاليًا)، واستمر في هذا المنصب حتى وفاته.
أطلق اسم لاظ أوغلي على ميدان كبير بالقاهرة هو ميدان “لاظوغلي” يتوسطه تمثال لاظوغلي باشا الذي صنعه المثال الفرنسي “جاك مار” عام 1872م، بعد أن قررت الحكومة المصرية عمل تماثيل لكبار الشخصيات في الدولة في عهد محمد علي، وقد كان أحد أهم هؤلاء الكبار محمد لاظوغلي باشا، كما تم تسمية شوارع أخرى في القاهرة باسم لاظوغلي أحدها عند السفارة البريطانية بحي جاردن سيتى بالقاهرة، والثاني شارع طويل شهير بمدينة حلوان.

## قصة التمثال
رغم منصب محمد لاظوغلي الكبير والمدة التي رأس فيها الوزارة إلا أنه لم يكن يهتم بذكر اسمه أو تمجيد أعماله وإنجازاته إلى درجة أوقعت المثال في مشكلة كبيرة حيث لم يجد له صورة واحدة يصنع منها التمثال فأخذ يبحث مستعينا بأحد أصدقاء لاظوغلي عن شخص يشبهه تماما واستمر البحث طويلا حتى تم العثور على سقاء يحمل قربة بها ماء يشبه لاظوغلي إلى حد مدهش فصنعوا له ملابس تشبه ملابس رئيس الوزراء ووقف الرجل الذاهل وقفة الأمراء لأول وآخر مرة في حياته وقام المثال بصنع تمثاله متخذا من السقاء بديلاً عن لاظوغلي باشا.